# George North
Pour les articles homonymes, voir North.

a Compétitions nationales et continentales officielles uniquement.

b Matchs officiels uniquement.
Dernière mise à jour le 20 mars 2024.
George North, né le 13 avril 1992 à King's Lynn (Angleterre), est un joueur international gallois de rugby à XV jouant aux postes d'ailier ou de centre à Provence rugby en Pro d2.
Il fait ses débuts avec l'équipe du pays de Galles le 13 novembre 2010 contre l'équipe d'Afrique du Sud. Comme joueur du XV gallois, il réussit le Grand Chelem lors des éditions 2012 et 2019 du Tournoi des Six Nations et gagne également le tournoi en 2013 et 2021. Il compte également trois sélections avec les Lions britanniques et irlandais, lors de la tournée 2013 en Australie.
Joueur des Scarlets à partir de 2010, il rejoint en 2013 le club anglais de Northampton Saints avant de retourner au pays de Galles chez les Ospreys, lors de la saison 2018-2019.

## Biographie

### Carrière en club
George North fait ses débuts avec les Scarlets en Celtic League lors de la saison 2010-2011 lors d'un match contre le Benetton Trévise.
Il rejoint l'Angleterre et le club des Northampton Saints à partir de la saison 2013-2014 pour 250.000 livres (293.000 euros), une somme nécessaire pour les Scarlets, en proie à de graves problèmes financiers comme les autres franchises galloises.
Ses dernières saisons avec les Saints ont été perturbées par des commotions cérébrale et des blessures qui le rende régulièrement indisponible.

#### Retour au pays de Galles
La fédération galloise (WRU) annonce le 22 novembre 2017 que George North a signé un « dual contract », soit un contrat le liant à la WRU (laquelle paiera 60 % de son salaire) et à une franchise galloise à partir de la saison 2018-2019.
À l'été 2018, il retourne au pays de Galles et signe pour les Ospreys.
En septembre 2021, il prolonge son contrat avec la fédération galloise et les Ospreys de deux années.
Le 4 décembre 2023, Provence Rugby, club de Pro D2 officialise la venue de George North pour la saison 2024-2025.

### Carrière en sélection

#### Débuts précoces
Il obtient sa première cape à 18 ans lors du test-match de la tournée de novembre 2010 contre l'Afrique du Sud. Il est alors le troisième plus jeune joueur à avoir porté les couleurs du XV gallois. Lors de ce match, il devient également le plus jeune joueur ayant inscrit un essai pour le pays de Galles (18 ans et 214 jours).
Il fait ses débuts dans le Tournoi des Six Nations en mars 2011 lors du dernier match contre la France.
Lors de la Coupe du monde 2011, à 19 ans, il participe à tous les matchs de poule de son équipe qui se classe quatrième de la compétition (défaite en demi-finale face à la France, puis défaite en petite finale face à l'Australie). Il devient le plus jeune marqueur d'essai de l'histoire de la Coupe du monde à la suite de son doublé réalisé lors de la victoire contre la Namibie.

#### Joueur incontournable
Après la Coupe du monde et avec la retraite internationale de Shane Williams, George North devient le titulaire indiscutable au poste d'ailier. Lors du lors du match d'ouverture du Tournoi des Six Nations 2012, il inscrit un essai en fin de match pour donner la victoire au pays de Galles face à l'Irlande (23-21). Il est titulaire à tous les matchs et permet au pays de Galles de remporter son premier Grand Chelem depuis 2008.
Il joue ensuite chaque minute du Tournoi des Six Nations 2013, inscrivant notamment le seul essai du match lors de la victoire à l'extérieur contre la France, la première depuis 2005. Remportant une nouvelle fois le Tournoi, le pays de Galles conserve le titre pour la première fois depuis 1979.
Le pays de Galles réalise un nouveau Grand Chelem dans le Tournoi des Six Nations 2019 avec North titulaire sur l'aile droite qui inscrit deux essais face à la France lors de la première journée.
Il fait partie des trente-et-un Gallois qui disputent Coupe du monde 2019. Il est le titulaire à l'aile et marque un essai dans le match contre la Géorgie.
Avec le nouveau sélectionneur Wayne Pivac, il garde sa place de titulaire mais est repositionné au poste de centre dès le Tournoi des Six Nations 2020.
Il remporte une nouvelle fois le Tournoi en 2021, étant le titulaire de l'équipe au poste de centre. Son quatrième à titre personnel.
Le 27 février 2021, face à l'Angleterre dans le cadre du Tournoi des Six Nations 2021, George North devient le plus jeune joueur de l'histoire à atteindre la barre des cent sélections pour son pays (à 28 ans et 320 jours), il devance le capitaine australien Michael Hooper (28 ans et 358 jours), détenteur du record depuis octobre 2020.
Lors de la défaite face à la France (41-28) dans le Tournoi des Six Nations 2023, il devient le meilleur marqueur d'essai gallois de l'histoire du Tournoi des Six Nations avec vingt-trois essais inscrits, dépassant son ancien partenaire Shane Williams.
George North participe à la Coupe du monde 2023. Titulaire au poste de centre, il dispute quatre matchs et inscrit deux essais, face aux Fidji et à la Géorgie,. L'équipe finit première de son groupe avec quatre victoires en quatre matchs, mais s'incline en quart de finale face à l'Argentine (17-29).
Forfait pour la première rencontre du Tournoi des Six Nations en février 2024, North fait son retour dès le match suivant,. Warren Gatland fait le choix de se passer de lui lors de la quatrième journée, mais est de nouveau titulaire pour l'ultime journée de la compétition. Dans la foulée, il annonce qu'il prend sa retraite internationale après ce match. Lors de cette rencontre, disputée contre l'Italie (défaite galloise 21-24), North sort blessé en fin de match. Il est atteint d'une rupture du tendon d'Achille gauche, ce qui le contraint à plusieurs mois d'indisponibilité.

### Lions britanniques et irlandais
George North participe à deux tournées avec l'équipe des Lions britanniques et irlandais de Warren Gatland, en 2013 durant laquelle il dispute trois rencontres pour deux essais contre l'Australie. Il dispute également quatre autres rencontres avec les Lions lors de cette tournée, dont la première face aux Barbarians, inscrivant deux autres essais. De nouveau convoqué, en 2017, il ne dispute cependant aucun test contre l'Afrique du Sud.
North subit une rupture du ligament croisé antérieur en avril 2021, ce qui l'amène à renoncer à participer avec les Lions britanniques et irlandais à la tournée 2021 en Afrique du Sud.

### Blessures et commotions cérébrales
George North a subi de nombreuses commotions cérébrales dans sa carrière, mettant sa santé en danger selon plusieurs experts.
En 2015, George North subi cinq commotions en un an, plusieurs fois il reste sur le terrain alors qu'il présente des symptômes visibles. À ce sujet, le sélectionneur Warren Gatland déclare qu’il pense que le joueur « risque d’arrêter sa carrière » .
Il est de nouveau victime d'un volent choc à la tête en 2016 avec les Northampton Saints. En décembre 2016, le neurologue Barry O’Driscoll ancien membre du comité médical de World Rugby conseille à George North d'arrêter le rugby en raison de commotions répétées et à des retours sur les terrains trop rapides : "Quiconque a eu trois commotions cérébrales devrait envisager de prendre sa retraite. George (North) doit faire face aux faits". Il avait tenu les mêmes propos envers son neveu Brian O'Driscoll.
En 2019, à la suite de la retraite à 27 ans du joueur des Opsreys Ben John à la suite d'un choc à la tête, le sujet des commotions devient central dans le rugby gallois, en écho aux situations des joueurs internationaux Leigh Halpenny, Ross Moriarty et George North.
Après un choc impressionnant avec Gaël Fickou dans le Tournoi des Six Nations 2020 qui le laisse inconscient sur le terrain, de nombreuses voix appellent le joueur à se retirer des terrains pour préserver sa santé. Il est également invité à consulter des spécialistes pour évaluer les impacts de ces chocs sur sa santé.
Malgré tout, North est de nombreuses nouvelles fois victime de chocs à la tête et de retour trop rapide sur les terrains,.

## Vie privée
Il épouse en juin 2019 la coureuse cycliste galloise Rebecca James. Ils annoncent la naissance de leur premier enfant le 5 mai 2020.

## Statistiques

### En club et province
George North dispute trois saisons avec les Scarlets entre 2010 et 2013, durant lesquelles il dispute 42 matchs et inscrit 14 essais. Il quitte ensuite le pays de Galles pour le club anglais des Northampton Saints. À partir de la saison 2018-2019, il évolue avec la province galloise des Ospreys.

### En équipe nationale
De 2010 à 2024, George North a disputé 121 matchs avec l'équipe du pays de Galles, dont 117 en tant que titulaire, au cours desquels il marque 47 essais (235 points). Il participe notamment à quatre éditions de la Coupe du monde, 18 matchs, et à treize Tournois des Six Nations.

## Palmarès

### En club
- Northampton Saints
  - Vainqueur du Championnat d'Angleterre en 2014.
  - Vainqueur du Challenge européen en 2014.

### En équipe nationale
- Pays de Galles
  - Vainqueur du Tournoi des Six Nations en 2012 (Grand Chelem), 2013, 2019 (Grand Chelem) et 2021.

#### Coupe du monde
| Édition               | Rang               | Résultats pays de Galles | Résultats G. North | Matchs G. North |
| --------------------- | ------------------ | ------------------------ | ------------------ | --------------- |
| Nouvelle-Zélande 2011 | Quatrième          | 4 v, 0 n, 3 d            | 4 v, 0 n, 3 d      | 7/7             |
| Angleterre 2015       | Quart de finaliste | 3 v, 0 n, 2 d            | 2 v, 0 n, 2 d      | 4/5             |
| Japon 2019            | Quatrième          | 5 v, 0 n, 2 d            | 4 v, 0 n, 1 d      | 5/7             |
| France 2023           | Quart de finaliste | 4 v, 0 n, 1 d            | 3 v, 0 n, 1 d      | 4/5             |

Légende : v = victoire ; n = match nul ; d = défaite.

#### Tournoi des Six Nations
George North compte 49 sélections dans le cadre du Tournoi des Six Nations, dont 46 en tant que titulaire. Le bilan est de trente-et-une victoires pour dix-sept défaites et un nul. Il inscrit 115 points, 23 essais.
| Édition          | Rang | Résultats pays de Galles | Résultats G. North | Matchs G. North |
| ---------------- | ---- | ------------------------ | ------------------ | --------------- |
| Six nations 2011 | 4    | 3 v, 0 n, 2 d            | 0 v, 0 n, 1 d      | 1/5             |
| Six nations 2012 | 1    | 5 v, 0 n, 0 d            | 5 v, 0 n, 0 d      | 5/5             |
| Six nations 2013 | 1    | 4 v, 0 n, 1 d            | 4 v, 0 n, 1 d      | 5/5             |
| Six nations 2014 | 3    | 3 v, 0 n, 2 d            | 3 v, 0 n, 2 d      | 5/5             |
| Six nations 2015 | 3    | 4 v, 0 n, 1 d            | 3 v, 0 n, 1 d      | 4/5             |
| Six nations 2016 | 2    | 3 v, 1 n, 1 d            | 3 v, 1 n, 1 d      | 5/5             |
| Six nations 2017 | 5    | 2 v, 0 n, 3 d            | 2 v, 0 n, 2 d      | 4/5             |
| Six nations 2018 | 2    | 3 v, 0 n, 2 d            | 2 v, 0 n, 2 d      | 4/5             |
| Six nations 2019 | 1    | 5 v, 0 n, 0 d            | 4 v, 0 n, 0 d      | 4/5             |
| Six nations 2020 | 5    | 1 v, 0 n, 4 d            | 1 v, 0 n, 3 d      | 4/5             |
| Six nations 2021 | 1    | 4 v, 0 n, 1 d            | 3 v, 0 n, 1 d      | 4/5             |
| Six nations 2023 | 5    | 1 v, 0 n, 4 d            | 1 v, 0 n, 3 d      | 4/5             |
| Six nations 2024 | 6    | 0 v, 0 n, 5 d            | 0 v, 0 n, 3 d      | 3/5             |

Légende : v = victoire ; n = match nul ; d = défaite ; la ligne est en gras quand il y a Grand Chelem.

### Distinctions personnelles
- Nommé pour le titre de Meilleur joueur du Tournoi des Six Nations en 2016.
- Meilleur marquer d'essais du Tournoi des Six Nations 2016 (4 essais).
- Meilleur marqueur d'essais de la Coupe d'Europe en 2015 (7 essais).